# Can Maristany (Premià de Mar)
Can Maristany és una obra de Premià de Mar (Maresme) protegida com a Bé Cultural d'Interès Local.

## Descripció
Edifici a quatre vents compost per dos cossos desplaçats, de dos crugies cadascun, units per una escala d'un sol tram d'accés a la planta noble. L'escala interior és de tres trams. Cada volum té una galeria coberta.
El cos central té coberta a doble vessant de teula àrab i l'altre està cobert per un terrat pla.
La planta baixa dona alçada a l'habitatge. L'escala d'accés a la planta noble és més ample als tres primers graons unint els dos volums. La galeria d'accés a l'habitatge és de tres arcades.
El primer volum té una finestra de grans dimensions i balconada amb balustrada. El terrat també té balustrada i pinacles vidrats. A la segona planta hi ha dues finestres de mig punt col·locades simètricament.
Un interessant jardí envolta l'edifici.